# Anamaría Font
Anamaría Font Villarroel (geboren am 29. September 1959 in Anaco) ist eine venezolanische Physikerin und Hochschullehrerin. Sie gilt als Expertin auf dem Gebiet der theoretischen Teilchenphysik, insbesondere der Stringtheorie, und wurde mehrfach national und international ausgezeichnet.

## Leben
Font wuchs zwischen Puerto La Cruz und Margarita in Venezuela auf. Schon früh zeigte sie Talent für Mathematik und Physik. Sie durchlief ihre schulische Ausbildung zunächst in einer Schule der Sinclair Oil Company. Ihr Physikstudium schloss sie 1980 mit Auszeichnung (cum laude) an der Universidad Simón Bolívar in Caracas ab.
Im Anschluss setzte sie ihre akademische Laufbahn an der University of Texas at Austin fort, wo sie 1987 bei Austin Gleeson mit einer Dissertation zur Theorie der Supergravitation promoviert wurde. Dort wurde sie auch vom Nobelpreisträger Steven Weinberg unterrichtet. Danach arbeitete sie zwei Jahre als Postdoktorandin am Laboratoire de Physique des Particules in Annecy-le-Vieux, Frankreich.
Seit 1989 ist sie Professorin für Physik an der Universidad Central de Venezuela, seit 2002 als ordentliche Professorin.
Font führte zahlreiche Lehrveranstaltungen und Seminare durch, darunter am CERN, am Max-Planck-Institut für Gravitationsphysik in Potsdam-Golm, am Arnold Sommerfeld Center in München und an der Universidad Autónoma de Madrid.
Sie ist Mitglied der Akademie der Wissenschaften Venezuelas und der Academy of Sciences for the Developing World.

## Wirken
Font gilt als Vorreiterin der Hochenergiephysik und der Stringtheorie in Venezuela. Ihre Forschungen befassen sich mit fundamentalen Bestandteilen der Materie, insbesondere im Bereich der Superstringtheorie und Kompaktifizierung.
In den 1990er-Jahren etablierte sie sich international durch bedeutende Arbeiten zur sogenannten S-Dualität, die als zentrale Erkenntnis der sogenannten „zweiten Revolution der Stringtheorie“ gilt. In einer Veröffentlichung aus dem Jahr 1990 beschrieb sie erstmals die starke und schwache Kopplungsdualität sowie nichtperturbative Effekte innerhalb der Stringtheorie.
Ihre Studien, insbesondere zur Spiegelsymmetrie in Calabi-Yau-Mannigfaltigkeiten, gehören zu den meistzitierten und einflussreichsten Arbeiten in der theoretischen Physik.

## Auszeichnungen
Font wurde mehrfach ausgezeichnet, darunter mit dem venezolanischen Premio Lorenzo Mendoza Fleury (1991), dem Chen-Ning-Yang-Preis für Hochenergiephysik (1998) des International Centre for Theoretical Physics in Triest und dem UNESCO-L’Oréal-Preis (2023). Im Jahr 2023 wurde sie von der BBC in die Liste 100 Women aufgenommen und damit als eine der inspirierendsten und einflussreichsten Frauen weltweit ausgezeichnet.

## Publikationen (Auswahl)
- Anamaría Font: Periods and duality symmetries in Calabi-Yau compactifications. In: Nuclear Physics B. Band 391, Nr. 1, 15. Februar 1993, ISSN 0550-3213, S. 358–388, doi:10.1016/0550-3213(93)90152-F.
- A. Font, L. E. Ibáñez, H. -P. Nilles, F. Quevedo: Yukawa couplings in degenerate orbifolds: towards a realistic SU(3)×SU(2)×U(1) superstring. In: Physics Letters B. Band 210, Nr. 1, 18. August 1988, ISSN 0370-2693, S. 101–112, doi:10.1016/0370-2693(88)90357-7.
- A. Font, L. E. Ibáñez, F. Quevedo, A. Sierra: The construction of “realistic” four-dimensional strings through orbifolds. In: Nuclear Physics B. Band 331, Nr. 2, 12. Februar 1990, ISSN 0550-3213, S. 421–474, doi:10.1016/0550-3213(90)90215-Y.
- A. Font, L. E. Ibáñez, D. Lüst, F. Quevedo: Strong-weak coupling duality and non-perturbative effects in string theory. In: Physics Letters B. Band 249, Nr. 1, 11. Oktober 1990, ISSN 0370-2693, S. 35–43, doi:10.1016/0370-2693(90)90523-9.
- Ralph Blumenhagen, Anamaría Font, Michael Fuchs, Daniela Herschmann, Erik Plauschinn: Towards axionic Starobinsky-like inflation in string theory. In: Physics Letters B. Band 746, 30. Juni 2015, ISSN 0370-2693, S. 217–222, doi:10.1016/j.physletb.2015.05.001.
- Anamaría Font, Alvaro Herráez, Luis E. Ibáñez: The Swampland Distance Conjecture and towers of tensionless branes. In: Journal of High Energy Physics. Band 2019, Nr. 8, 8. August 2019, ISSN 1029-8479, S. 44, doi:10.1007/JHEP08(2019)044.
- Anamaría Font, Bernardo Fraiman, Mariana Graña, Carmen A. Núñez, Héctor Parra De Freitas: Exploring the landscape of CHL strings on Td. In: Journal of High Energy Physics. Band 2021, Nr. 8, 18. August 2021, ISSN 1029-8479, S. 95, doi:10.1007/JHEP08(2021)095.